# Idalion

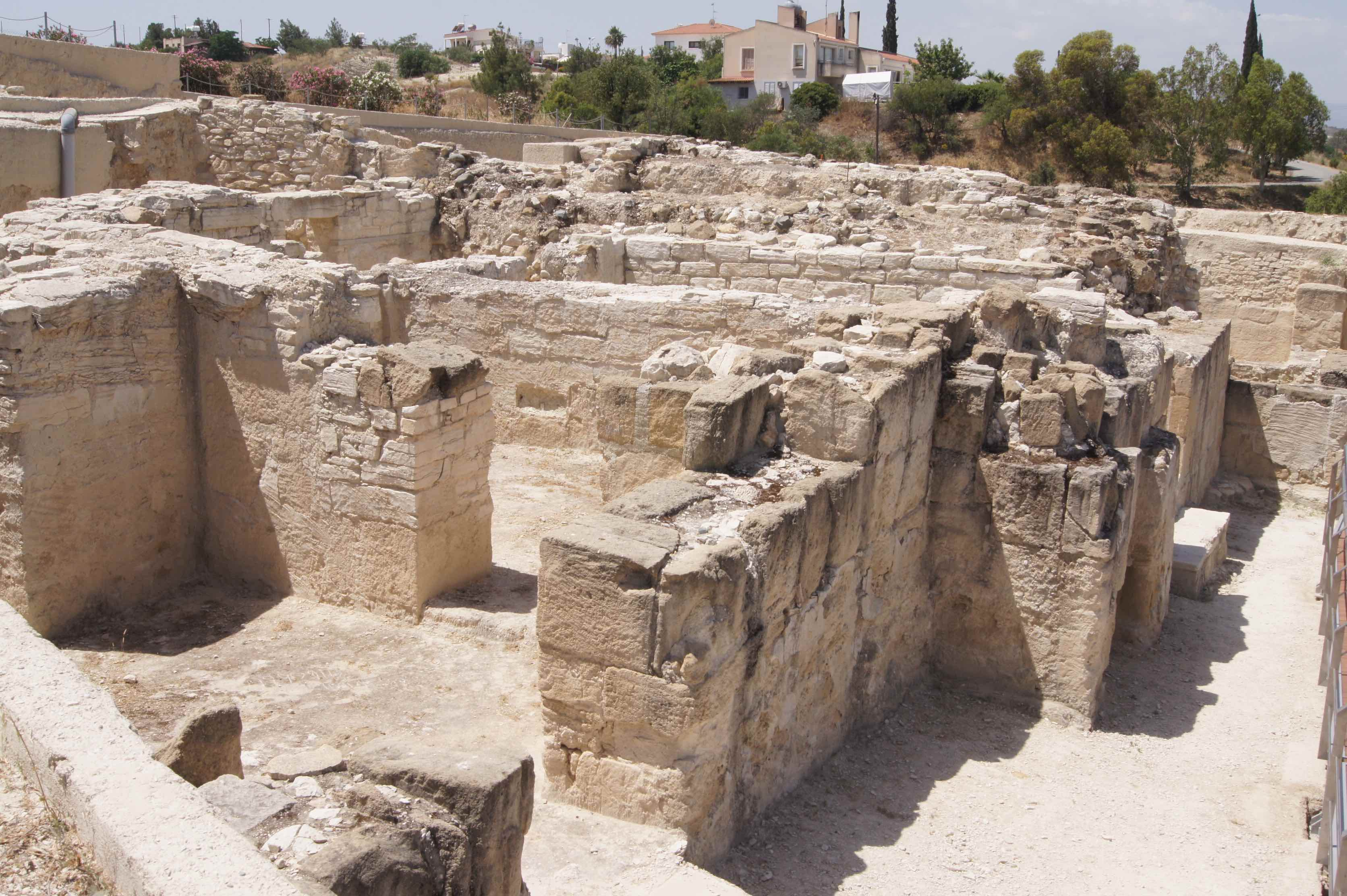
Idalion 2017.

Idalion var en forntida stad på Cypern i närheten av dagens Dali, ungefär mitt mellan Larnaca och Nicosia.
Idalon, som omnämns redan i Assarhaddons statslistor 681–668 f.Kr., är känt som fyndorten för Idalionbronen, den främsta urkunden på cyprisk dialekt och cyprisk skrift. Den härrör från 498 eller 449 f.Kr.

## Utgrävningar
Den svenska Cypernexpeditionen, ledd av Einar Gjerstad, grävde fram en antik bosättning i Idalion. Med den information som erhållits från den bevarade arkitekturen och annat arkeologiskt material drogs slutsatsen att bebyggelsen i Idalion började mot slutet av den sena bronsåldern (sencypriotisk IIIC). Platsens akropolis var befäst med vallar skapta av lertegel på en stengrund. Befästningen följde kullen naturligt och var därför krökt. Den hade tre portar, den norra, västra och den västra sidoporten. Under den sencypriotiska perioden byggdes fler vallar över resterna av de gamla. Husen bestod av lertegelväggar byggda på en murstensgrund. Golven skapades av rammad jord och taken var troligtvis skapta av vass och lera. Formen på rummen förändrades under de olika perioderna, trapetsformade i den sencypriotiska III A perioden och rektangulära i sencypriotiska perioderna III B och C. I Idalion verkar inte husen ha byggts som ett komplex utan snarare som avskilda rum placerade runt ett kulthus, omgivet av förrådshus och ett hus för prästen och stadens hövding. Inne i kultrummet hittade arkeologerna ett litet altare och en deposit med rester av karboniserade grönsaker samt tjurar av terrakotta, terrakottakannor som troligen användes för libationer och olika mindre föremål som troligen är votivgåvor. Enligt arkeologerna var detta en kult centrerad runt fertilitet.

Idalions akropolis.

Under den cypro-geometriska perioden förändrades bosättningen. Den religiösa platsen flyttades till akropolen där en temenos skapades. Däremot är det inte förrän den tredje cypro-geometriska perioden som tillförlitliga arkitektoniska och stratigrafiska bevis dyker upp med information om den nya helgedomen. Helgedomen placerades innanför befästningsmuren och bestod av en gårdsplan, ett fyrkantigt altare av sten samt kultbyggnaden. Under den cypro-arkaiska I perioden utvidgades temenos och ett massivt torn byggdes. Helgedomen och befästningen reparerades och återuppbyggdes med tiden. Votivgåvorna från denna helgedom bestod huvudsakligen av vapen och verktyg av olika slag, samt personliga tillbehör som fibulae, örhängen, armband och olika sorters keramik. Kultfiguren hittades inte men arkeologerna menade att gudomen som dyrkades här antagligen var en version av gudinnan Athena. Fenicierna kallade henne Anat. Enligt tvåspråkiga inskriptioner från Larnaca tis Lapithou ansågs dessa två gudinnor vara identiska på Cypern. Det verkar inte som om hon hade ett cypriotiskt namn men kan ha varit en version av Djurens drottning eller stadens Idalions skyddsgudinna.